# سافار ساردار
سافار ساردار (17 مايو 1989 بكلكتا في الهند - ) هو لاعب كرة قدم هندي في مركز الدفاع. لعب مع نادي إيست بنغال ونادي موهون باغان وUnited SC ‏ ونادي محمدان وUnited Sikkim FC ‏.

## وصلات خارجية
- سافار ساردار على موقع قاعدة بيانات كرة القدم.إي يو (الإنجليزية)